# زیردریایی کلاس دلتا
زیردریایی کلاس دلتا (به انگلیسی: Delta-class submarine) یک کلاس از زیردریایی است.